# Röd trolldruva
Röd trolldruva (Actaea erythrocarpa)  är en växtart i släktet trolldruvor (Actaea) och familjen ranunkelväxter.

## Beskrivning
Röd trolldruva är utseendemässigt lik släktingen svart trolldruva (Actaea spicata), vilken den i det närmaste ersätter i norra Sverige. Den har dock röda bär där den svarta trolldruvan har svarta, och bladen är smalflikigare och mer ljusgröna.
Arten blommar från mitten av juni till början av juli. Då blomningen börjar har växten svagt utvecklade blad och är vanligen endast 2–3 decimeter hög. Under högsommaren utvecklas bladen och växten når en höjd på en dryg halvmeter. Bären mognar sakta, och de blir oftast röda först i slutet av augusti eller början av september. I sällsynta fall kan bären vara vita.
Hela växten är giftig.

## Habitat
Den röda trolldruvan växer helst på näringsrik mark i artrik granskog  med rörligt markvatten, gärna nära sydsluttningar eller vid bäckkanter. I Norrlands inland växer den ofta ihop med norna (Calypso bulbosa).

## Utbredning
Arten förekommer i tempererade områden från Sverige i väster till Japan i öster. I Sverige förekommer den i Norrbotten, norra Västerbotten och de nordligaste lappmarkerna, men den har minskat i antal till följd av skogsbruk och exploatering, och är klassad som nära hotad (NT).